# Mecranium haitiense
Mecranium haitiense là một loài thực vật có hoa trong họ Mua. Loài này được Urb. mô tả khoa học đầu tiên năm 1921.